# Echinomya fulgipennis
Echinomya fulgipennis är en tvåvingeart som först beskrevs av Macquart 1835.  Echinomya fulgipennis ingår i släktet Echinomya och familjen parasitflugor. Inga underarter finns listade i Catalogue of Life.